# Île Maher
L'île Maher est une petite île en forme de fer à cheval, située à 13 km au nord de l'île Siple le long de la côte de l'Antarctique. Elle a été découverte et photographiée par une expédition de l'U.S. Navy en 1946-47.
C'est une des îles les plus proches du pôle d'inaccessibilité maritime ou point Nemo.